# Lonchophylla robusta
Lonchophylla robusta је врста слепог миша из породице Phyllostomidae.

## Распрострањење
Врста је присутна у Венецуели, Еквадору, Колумбији, Костарици, Никарагви, Панами и Перуу.

## Станиште
Врста Lonchophylla robusta има станиште на копну.

## Начин живота
Исхрана врсте Lonchophylla robusta укључује нектар.

## Угроженост
Ова врста није угрожена, и наведена је као последња брига јер има широко распрострањење.

### Популациони тренд
Популациони тренд је за ову врсту непознат.